# Stokksund (Åfjord)

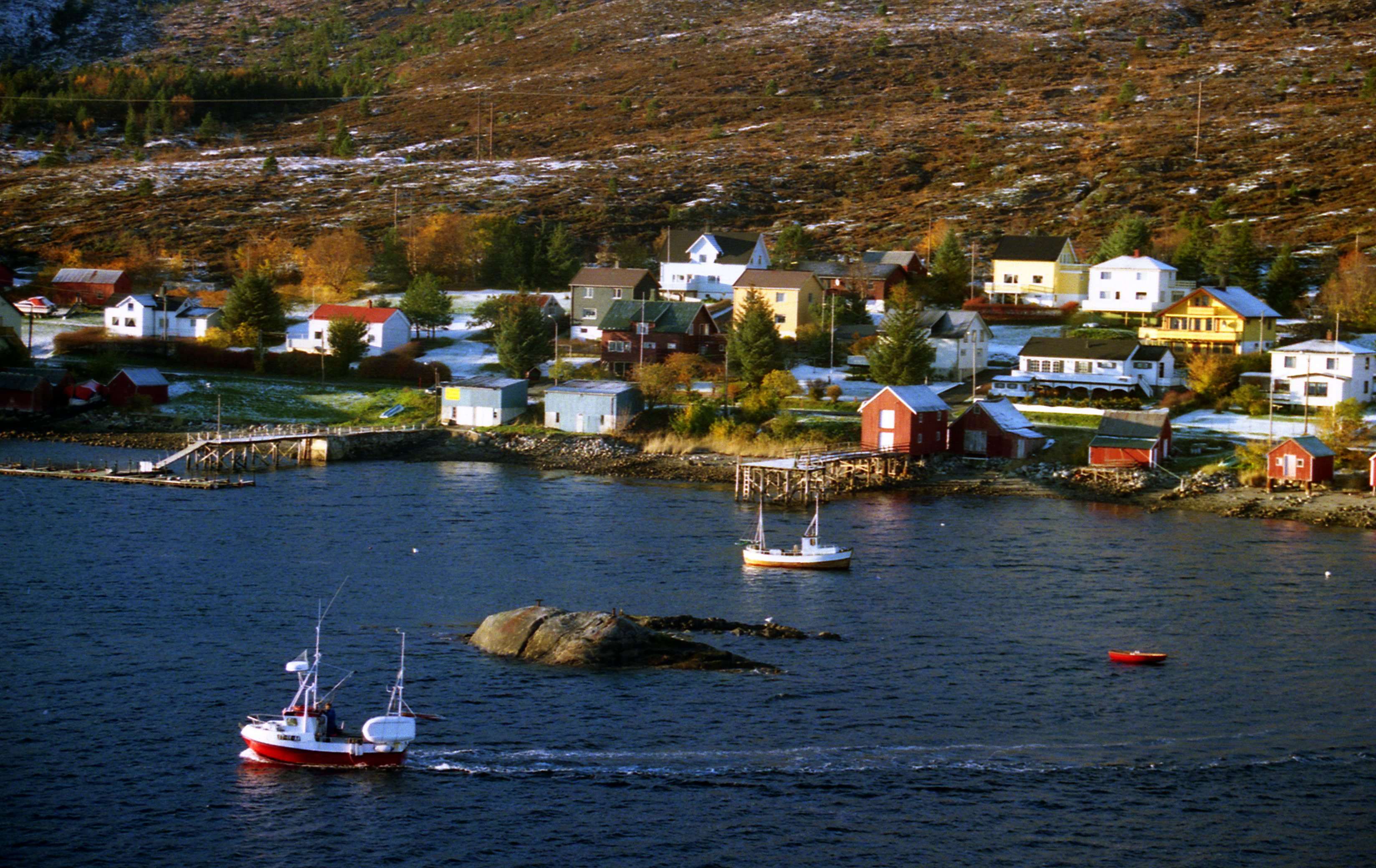
Harsvika dans le Stokksund

Le Stokksund (en norvégien : Stokksundet) est un détroit situé dans la commune d’Åfjord, dans le comté de Trøndelag (Fylke) en Norvège. Il sépare l’île de Stokkøya du continent. Il y a plusieurs îles plus petites dans le détroit. Le détroit est franchi par le pont Stokkøy (en norvégien : Stokkøybrua), long de 525 mètres. Le détroit est emprunté par des bateaux des Hurtigruten qui passent sous le pont,. Du côté du continent se trouve la localité de Stoksund, et du côté de Stokkøya se trouve le village de Stokkneset.